# (8606) 1971 UG
A (8606) 1971 UG a Naprendszer kisbolygóövében található aszteroida. Luboš Kohoutek fedezte fel 1971. október 26-án.